# Tiszajenő alsó megállóhely
Tiszajenő alsó megállóhely egy Jász-Nagykun-Szolnok vármegyei vasúti megállóhely Tiszajenő településen, a MÁV üzemeltetésében. A község belterületének déli szélén található, közvetlenül a 4625-ös út mellett.

## Vasútvonalak
A megállóhelyet az alábbi vasútvonalak érintik:
- Kecskemét–Szolnok-vasútvonal

## Kapcsolódó állomások
A megállóhelyhez az alábbi állomások vannak a legközelebb:
- Tiszajenő-Vezseny megállóhely
- Óbög megállóhely

## Megközelítése tömegközlekedéssel
- Helyközi busz:  533, 538

## Forgalom
| Járat | Útvonal | Gyakoriság |
| ----- | --- | ---------- |
| S220  | Szolnok – Piroska – Tószeg – Tiszavárkony – Tiszajenő-Vezseny – Tiszajenő alsó – Óbög – Újbög – Tiszakécske – Kerekdomb – Lakitelek – Árpádszállás – Szikra – Világoshegy – Nyárjas – Nyárlőrinc alsó – Nyárlőrinc – Nyárlőrinci szőlők – Kisfái – Alsóúrrét – Kecskemét | 2 óránként |